# Театр де ла Вилль
Театр де ля Вилль (фр. Théâtre de la Ville, Городской театр) — французский театр танца, один из самых престижных театров Парижа.

## История театра
Театр де ля Виль возведён в 1862 году по проекту французского архитектора Габриеля Давида (фр.) для барона Осман. Театр был построен прямо напротив театра Шатле на одноимённой площади в самом сердце Парижа.
В 1871 году, когда Париж был окружён немцами во время Франко-прусской войны, театр был разрушен, но уже через три года здание восстановили.

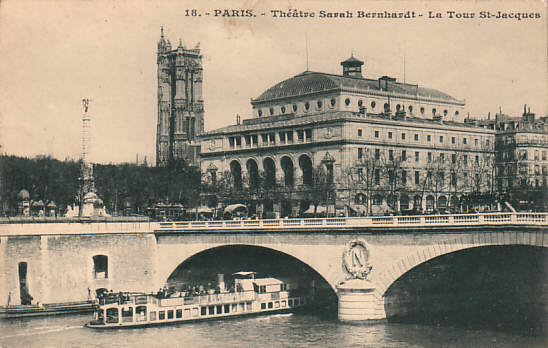
Парижский Театр Сары Бернар. 1900 год

В разные годы театр менял свои названия. В 1898 году он получил название «Театра наций».
В 1899 году театр назвали в честь Сары Бернар, которая долгое время работала в нём.
В 1968 году театр отказался от привычных театральных постановок и обратился к хореографии, в связи с чем отказался и от имени Сары Бернар.
Под руководством Жана Меркюра, сменившего в 1985 году Жерара Виолетта, танец занял центральное место в репертуаре театра.
В 1990-е годы популярность завоевала новая школа французского танца, представители которой покорили публику, очаровав её оригинальным юмором, непредсказуемой пластикой и необычными образами. Тогда же, благодаря сотрудничеству с бельгийскими, английскими и голландскими хореографами и немецкой труппой современного танца Пины Бауш, Театр де ля Виль получил большую популярность в Европе. Своим успехом театр во многом обязан спектаклю «Дама из Вупперталя», премьерные показы которого проходили исключительно здесь, на сцене Театра де ля Виль, обладающей большими техническими возможностями.
С 1996 года театру также принадлежит второе здание — так называемый Театр Аббес на Монмартре. Здесь проходят спектакли современного танца, концерты классической музыки и вечера художественного чтения.

## Названия
- Théâtre-Lyrique (1862—1871)
- Théâtre-Lyrique-Dramatique (1874)
- Théâtre-Historique (1875—1878)
- Théâtre des Nations (1879—1898)
- Théâtre Sarah-Bernhardt (1899—1940)
- Théâtre de la Cité (1941—1947)
- Théâtre Sarah-Bernhardt (1947—1957)
- Théâtre des Nations (1957—1967)
- Théâtre de la Ville (с 1968)